# Ingilberga
Ingilberga (Vic, 976 - 26 de març del 1049) fou l'última abadessa del Monestir de Sant Joan de les Abadesses.

## Biografia
Va ser l'última abadessa de Sant Joan de les Abadesses, monestir que va fundar el 887 Guifré el Pilós per a la seva filla Emma. Ingilberga ocupà el càrrec entre el 996 i el 1017. Sembla que el seu pare, Oliba Cabreta, penedit de les disbauxes que havia comès al llarg de la seva vida, ho va deixar tot preparat perquè la seva filla il·legítima, que havia tingut amb la muller d’Ermemir, vicari del castell de Besora, entrés a Sant Joan. En assumir el càrrec, amb 20 anys, substituïa l'abadessa Fredeburga. El seu dot va ser l’alou de Tellet, al Vallespir.
L'ambició política i expansionista de Bernat Tallaferro, el germanastre per part de pare, que aspirava a tenir una diòcesi dins dels seus territoris, actuà fins al punt de fer fora les monges. Tot aprofitant els rumors que corrien, certs o no, sobre la falta de moralitat de les religioses, en general, i de la seva abadessa, en particular, va cercar tota mena d'ajuts per foragitar-les.
L'escàndol arribà a Roma, i Benet VIII instà Ingilberga a presentar-s'hi per respondre les acusacions de les quals era objecte. No ho va fer i va ser declarada en rebel·lia. El 26 de gener de 1017 apareix una butlla en què es determina l'expulsió de les monges de Sant Joan i l'ocupació per monjos aquisgranesos. La comunitat femenina fou repartida entre els monestirs de Sant Pere de les Puel·les de Barcelona i el de Sant Daniel de Girona. Ingilberga es va retirar a Vic, on va morir. Al necrologi del monestir de Sant Joan en va quedar constància: «El dia 7è abans de les calendes d’abril, al palau episcopal de Vic morí Ingilberga, de bon record, abadessa del monestir. Insigne en virtuts, suportà pacientment la persecució a causa de la justícia».
I Tallaferro va adquirir la jurisdicció del monestir.